# William Thomas Ward

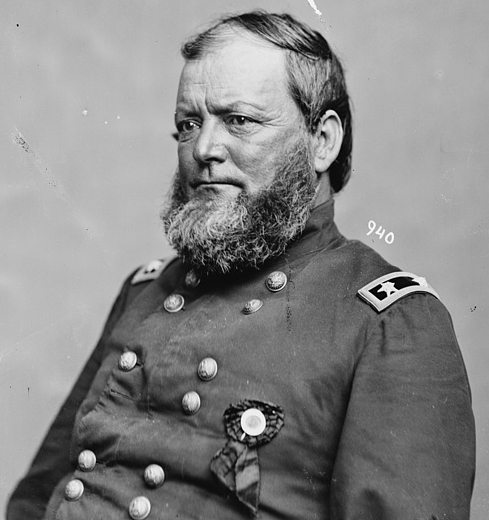
William Thomas Ward

William Thomas Ward (* 9. August 1808 im Amelia County, Virginia; † 12. Oktober 1878 in Louisville, Kentucky) war ein US-amerikanischer Offizier und Politiker. Zwischen 1851 und 1853 vertrat er den Bundesstaat Kentucky im US-Repräsentantenhaus.

## Werdegang
William Ward besuchte die öffentlichen Schulen seiner Heimat und dann das St. Marys College in der Nähe von Lebanon (Kentucky). Nach einem anschließenden Jurastudium und seiner Zulassung als Rechtsanwalt begann er in Greensburg in diesem Beruf zu arbeiten. Zwischen 1847 und 1848 nahm er als Major am Mexikanisch-Amerikanischen Krieg teil. Politisch war Ward Mitglied der Whig Party. Im Jahr 1850 saß er als Abgeordneter im Repräsentantenhaus von Kentucky.
Bei den Kongresswahlen des Jahres 1850 wurde er im vierten Wahlbezirk von Kentucky in das US-Repräsentantenhaus in Washington, D.C. gewählt, wo er am 4. März 1851 die Nachfolge des Demokraten George Caldwell antrat. Da er im Jahr 1852 auf eine erneute Kandidatur verzichtete, konnte Ward bis zum 3. März 1853 nur eine Legislaturperiode im Kongress absolvieren. Diese war von den Diskussionen um die Frage der Sklaverei im Vorfeld des Bürgerkrieges bestimmt.
Nach dem Ausbruch dieses Krieges wurde William Ward Brigadegeneral im Heer der Union. Er nahm an mehreren Feldzügen teil und diente dort während des ganzen Krieges. Nach Kriegsende praktizierte Ward wieder als Anwalt in Louisville. Dort ist er am 12. Oktober 1878 auch verstorben.